# Llista de Creus de Sant Jordi/2017/Entitats

#### Entitats
Informació actualitzada per un bot. Els canvis manuals es perdran quan s'actualitzi!
| Entitat                                                      | Wikidata  | Descripció                                | Imatge |
| ------------------------------------------------------------ | --------- | ----------------------------------------- | ------ |
| BM Granollers                                                | Q796816   | club d'handbol català                     |        |
| CN Reus Ploms                                                | Q921793   | club esportiu de la ciutat de Reus        |        |
| Festival Internacional de Cinema Fantàstic de Catalunya      | Q975945   | Festival de Cinema de Sitges              |        |
| Associació Projecte dels Noms                                | Q11906993 |                                           |        |
| Col·legi d'Advocats de Figueres                              | Q11914782 |                                           |        |
| Casino Prado Suburense                                       | Q17595739 |                                           |        |
| Espai Guinovart d'Agramunt                                   | Q17602388 |                                           |        |
| Col·legi de l'Arquitectura Tècnica de Barcelona              | Q20102779 | col·legi professional                     |        |
| Fundació Joan Maragall                                       | Q20105187 |                                           |        |
| Club de Golf Sant Cugat                                      | Q27949747 | club de golf                              |        |
| Reial Arxiconfraria de Nostra Senyora de la Cinta de Tortosa | Q29364446 |                                           |        |
| Societat Recreativa El Retiro                                | Q29364651 | entitat de Sitges                         |        |
| Fundació Ramon Noguera                                       | Q29364841 |                                           |        |
| Caramelles de Tous                                           | Q29364941 |                                           |        |
| Associació Centre Cultural El Social de Terrassa             | Q29365073 |                                           |        |
| Amics de la Cultura de Sant Martí de Llémena                 | Q29365363 |                                           |        |
| Il·lustre Col·legi d'Advocats de Mataró                      | Q29372189 |                                           |        |
| Llopart                                                      | Q29391855 | Vins des de 1385. Elaboradors des de 1887 |        |
| Elenc Artístic Arbocenc                                      | Q29397194 |                                           |        |
| Llibreria Serret                                             | Q29413265 | llibreria del Matarranya                  |        |
| Associació de Víctimes de la Talidomida a Espanya            | Q29413493 |                                           |        |
| Fundació ACIS (Agrupació Cultural i Social)                  | Q29420063 |                                           |        |
| Fundació Privada Olga Torres                                 | Q29459606 |                                           |        |